# Mario Brassard
Pour les articles homonymes, voir Brassard (homonymie).
Mario Brassard est un écrivain québécois né en 1978 à Sainte-Flore, en Mauricie.

## Biographie
Né en 1978 à Sainte-Flore, Mario Brassard détient un baccalauréat en études françaises de l’Université du Québec à Trois-Rivières (UQTR). Il y entreprend par après une maîtrise en études littéraires qu'il abandonne avant son terme[réf. souhaitée]. 
Il œuvre ensuite dans le domaine éditorial, notamment aux éditions Trois-Pistoles, où il fonde et codirige la collection « La Saberdache » (2001-2005) vouée à la réédition de textes québécois du XIXe siècle[réf. souhaitée].
Il habite aujourd’hui dans le village de Notre-Dame-de-Lourdes, dans Lanaudière, où il travaille dans un bureau de poste comme adjoint au maître de poste.

### Écriture
En 2003, aux éditions Les Herbes rouges, paraît Choix d'apocalypses, son premier recueil de poèmes. Il sera suivi, en 2006, de La somme des vents contraires. Son troisième recueil, Le livre clairière, lui vaut le prix Émile-Nelligan 2012. En 2018, on lui décerne le prix de poésie Radio-Canada pour « Séconal », une suite inédite consacrée à la poète Alejandra Pizarnik. 
Parallèlement à son travail de poète, il publie quatre romans jeunesse chez Soulières éditeur, parmi lesquels figurent La saison des pluies (Prix Jeunesse des libraires du Québec et Prix TD de littérature canadienne pour l'enfance et la jeunesse 2012), et Ferdinand F., 81 ans, chenille (Prix du Gouverneur général 2018).
On lui doit également À qui appartiennent les nuages ?, un album illustré par Gérard DuBois, paru à La Pastèque en 2021, qui obtient le Prix du Gouverneur général en littérature jeunesse - livres illustrés, de même que le Prix BolognaRagazzi 2022 (catégorie Fiction).
L’auteur estime que la poésie se déploie dans tous les genres littéraires qu'il pratique et qu’elle nourrit son travail d’écriture pour le jeune public. 

## Œuvres

### Poésie
- Choix d’apocalypses, Montréal, Les Herbes rouges, 2003, 54 p. (ISBN 978-2-89419-213-9)
- La somme des vents contraires, Montréal, Les Herbes rouges, 2006, 48 p.  (ISBN 978-2-89419-251-1)
- Le livre clairière, Montréal, Les Herbes rouges, 2012, 70 p.  (ISBN 978-2-89419-339-6)

### Littérature jeunesse
- Que faire si des extraterrestres atterrissent sur votre tête (roman jeunesse), Montréal, Soulières éditeur, 2004, 85 p. (ISBN 2-89607-002-8)
- La saison des pluies (roman jeunesse), Montréal, Soulières éditeur, ill. Suana Verelst, 2011, 70 p.  (ISBN 978-2-89607-127-2)
- Quand hurle la nuit (roman jeunesse), Montréal, Soulières éditeur, 2015, 79 p. (ISBN 978-2-89607-322-1)
- Ferdinand F., 81 ans, chenille (roman jeunesse), Montréal, Soulières éditeur, 2018, 130 p. (ISBN 978-2-89607-413-6)
- À qui appartiennent les nuages ? (album), Montréal, La Pastèque, ill. Gérard DuBois, 2021, 96 p. (ISBN 978-2-89777-106-5)

## Prix et honneurs
- 2002 : finaliste au Prix de la Vocation en poésie pour Choix d’apocalypses[13]
- 2004 : finaliste au Prix Émile-Nelligan 2003 pour Choix d’apocalypses[14]
- 2004 : finaliste au Grand prix du livre de Montréal pour Choix d’apocalypses[15]
- 2004 : finaliste au Prix du Gouverneur général en poésie pour Choix d'apocalypses[16]
- 2005 : mention au Prix Jacqueline-Déry-Mochon de poésie pour Choix d'apocalypses[17]
- 2007 : finaliste au Prix de poésie Terrasses Saint-Sulpice pour La somme des vents contraires[18]
- 2007 : finaliste au Prix du Gouverneur général en poésie pour La somme des vents contraires[16]
- 2011 : finaliste au Prix du Gouverneur général en littérature jeunesse - texte pour La saison des pluies[16]
- 2012 : sélection canadienne (texte francophone) dans la Liste d'honneur 2012 de l'International Board on Books for Young People (IBBY) pour La saison des pluies[19]
- 2012 : lauréat du Prix Jeunesse des libraires du Québec (volet 5-11 ans), La saison des pluies[20]
- 2012 : lauréat du Prix TD de littérature canadienne pour l'enfance et la jeunesse pour La saison des pluies[21]
- 2013 : sélection The White Ravens, Bibliothèque internationale pour la jeunesse (de) (Munich) pour La saison des pluies[22]
- 2013 : finaliste au Prix international de poésie francophone Yvan-Goll pour Le livre clairière
- 2013 : finaliste au Prix de poésie Terrasses Saint-Sulpice pour Le livre clairière
- 2013 : finaliste au Prix du Gouverneur général en poésie pour Le livre clairière[16]
- 2013 : lauréat du Prix du CALQ - Œuvre de l'année en région (Lanaudière) pour Le livre clairière[23]
- 2013 : lauréat du Prix Émile-Nelligan 2012 pour Le livre clairière[24]
- 2016 : finaliste au Prix du Gouverneur général : littérature jeunesse de langue française - texte pour Quand hurle la nuit[25]
- 2018 : lauréat du Prix du Gouverneur général : littérature jeunesse de langue française - texte pour Ferdinand F., 81 ans, chenille[26]
- 2018 : lauréat du Prix de poésie Radio-Canada pour « Séconal »[4]
- 2019 : lauréat du Prix du Conseil des arts et des lettres du Québec (CALQ), catégorie Créateur de l’année dans Lanaudière[27]
- 2021 : lauréat du Prix du Gouverneur général en littérature jeunesse - livres illustrés pour À qui appartiennent les nuages ?[11]
- 2022 : lauréat du Prix BolognaRagazzi - Fiction pour À qui appartiennent les nuages ?[28]
- 2022 : finaliste au Prix du livre jeunesse des Bibliothèques de Montréal pour À qui appartiennent les nuages ?[29]